# محطة قطار بوراشد
محطة بوراشد هي محطة قطار جزائرية سابقة تقع في بلدية سيدي أحمد، بولاية سعيدة.

## الموقع
تقع المحطة على ارتفاع 1 140,30 متر فوق مستوى سطح البحر، عند نقطة الكيلومترية (PK) 228,200 من الخط الممتد من وهران إلى قنادسة [الفرنسية]، حيث تسبقها محطة عين الحجر القديمة وتتبعها محطة تافراوة القديمة.

## تاريخ
وُضعت المحطة في الخدمة في 11 يونيو 1881 أثناء افتتاح القسم من سعيدة إلى خرالفلاح من خط السكة الحديد الضيق القديم 1 055  مم من وهران إلى قنادسة، حيث سبقتها محطة عين الحجر وتبعتها محطة تافراوة.